# Fino del Monte
Fino del Monte är en ort och kommun i provinsen Bergamo i regionen Lombardiet i Italien. Kommunen hade 1 130 invånare (2018).